# Rally del Ártico
El Rally del Ártico, oficialmente Arctic Lapland Rally es una prueba de rally que se disputa anualmente en Rovaniemi, Lapland (Finlandia) desde 1966 y enteramente sobre nieve y hielo. Forma parte del Campeonato de Finlandia de Rally y fue puntuable para la Copa FIA para pilotos de rally en 1977 y 1978 y para el Campeonato de Europa de Rally en varias ocasiones. La prueba inicialmente se conoció como Tunturiralli.
La carrera ha sido dominada históricamente por los pilotos finlandeses. Tan solo en tres ocasiones, el sueco Thomas Rådström en 2000, el español Dani Sordo en 2010 y el estonio Ott Tänak en 2021 los vencedores no fueron pilotos locales.

## Palmarés
| Año  | Edición                   | Piloto              | Copiloto           | Vehículo                       | Otros        |
| ---- | ------------------------- | ------------------- | ------------------ | ------------------------------ | ------------ |
| 1966 |                           | Kari Sohlberg       | Yrjö Rouhunkoski   | Volkswagen 1600 TI             |              |
| 1967 | Tunturiralli              | Raimo Kossila       | Anssi Järvi        | Volkswagen 1600 L              |              |
| 1968 | Tunturiralli              | Hans Laine          | Henry Laine        | Volkswagen 1600 L              |              |
| 1969 |                           | Antti Aarnio-Wihuri | Urpo Vihervaara    | Porsche 911 S                  |              |
| 1970 | Napapiirin Tunturiralli   | Hannu Mikkola       | Risto Suonio       | Ford Escort Twin-Cam           |              |
| 1971 | 6th Arctic Rally          | Antti Aarnio-Wihuri | Martti Kolari      | Porsche 911 S                  |              |
| 1972 | 7th Arctic Rally          | Leo Kinnunen        | Atso Aho           | Porsche 911 S                  |              |
| 1973 | 8th Arctic Rally          | Timo Mäkinen        | Erkki Salonen      | Ford Escort RS1600             |              |
| 1974 | 9th Arctic Rally          | Tapio Rainio        | Erkki Nyman        | Saab 96 V4                     |              |
| 1975 | 10th Arctic Rally         | Simo Lampinen       | Juhani Markkanen   | Saab 96 V4                     | ERC          |
| 1976 | 11th Arctic Rally         | Tapio Rainio        | Erkki Nyman        | Saab 96 V4                     |              |
| 1977 | 12th Arctic Rally         | Ari Vatanen         | Atso Aho           | Ford Escort RS1800             | FIA Cup, ERC |
| 1978 | 13th Arctic Rally         | Ari Vatanen         | Atso Aho           | Ford Escort RS1800             | FIA Cup, ERC |
| 1979 | 14th Arctic Rally         | Leo Kinnunen        | Jussi Kuukkala     | Porsche 911 S                  | ERC          |
| 1980 | 15th Arctic Rally         | Henri Toivonen      | Antero Lindqvist   | Talbot Sunbeam Lotus           |              |
| 1981 | 16th Arctic Rally         | Ulf Grönholm        | Bob Rehnström      | Fiat 131 Abarth                |              |
| 1982 | 17th Arctic Rally         | Timo Salonen        | Seppo Harjanne     | Datsun 160J Violet GT          |              |
| 1983 | 18th Arctic Rally         | Lasse Lampi         | Pentti Kuukkala    | Audi Quattro                   |              |
| 1984 | 19th Arctic Rally         | Antero Laine        | Risto Virtanen     | Audi Quattro                   |              |
| 1985 | 20th Arctic Rally         | Antero Laine        | Risto Virtanen     | Audi Quattro                   |              |
| 1986 | 21th Arctic Rally         | Antero Laine        | Risto Virtanen     | Audi Quattro                   |              |
| 1987 | 22th Arctic Rally         | Mikael Sundström    | Voitto Silander    | Mazda 323 4WD                  |              |
| 1988 | 23th Arctic Rally         | Timo Heinonen       | Tapio Eirtovaara   | Audi Coupé Quattro             |              |
| 1989 | 24th Arctic Rally         | Tommi Mäkinen       | Timo Hantunen      | Lancia Delta HF Integrale      |              |
| 1990 | 25th Arctic Rally         | Antero Laine        | Risto Virtanen     | Lancia Delta HF Integrale      | ERC          |
| 1991 | 26th Arctic Rally         | Mikael Sundström    | Juha Repo          | Mazda 323 4WD                  | ERC          |
| 1992 | 27th Arctic Rally         | Kari Kivenne        | Juha Oksa          | Mitsubishi Galant VR-4         | ERC          |
| 1993 | 28th Arctic Rally         | Mikael Sundström    | Duncan McNiven     | Mazda 323 GTX                  | ERC          |
| 1994 | 29th Arctic Rally         | Lasse Lampi         | Pentti Kuukkala    | Mitsubishi Galant VR-4         | ERC          |
| 1995 | 30th Arctic Rally         | Sebastian Lindholm  | Timo Hantunen      | Ford Escort RS Cosworth        | ERC          |
| 1996 | 31st Arctic Rally         | Marcus Grönholm     | Timo Rautiainen    | Toyota Celica Turbo 4WD        | ERC          |
| 1997 | 32nd Arctic Rally         | Marcus Grönholm     | Timo Rautiainen    | Toyota Celica GT-Four          | ERC          |
| 1998 | 33rd Arctic Rally         | Marcus Grönholm     | Timo Rautiainen    | Toyota Celica GT-Four          | ERC          |
| 1999 | 34th Arctic Rally         | Pasi Hagström       | Tero Gardemeister  | Toyota Corolla WRC             | ERC          |
| 2000 | 35th Arctic Rally         | Thomas Rådström     | Jörgen Skallman    | Toyota Corolla WRC             | ERC          |
| 2001 | 36th Arctic Lapland Rally | Pasi Hagström       | Tero Gardemeister  | Toyota Corolla WRC             | ERC          |
| 2002 | 37th Arctic Lapland Rally | Juuso Pykälistö     | Esko Mertsalmi     | Toyota Corolla WRC             | ERC          |
| 2003 | 38th Arctic Lapland Rally | Janne Tuohino       | Markku Tuohino     | Ford Focus WRC                 | ERC          |
| 2004 | 39th Arctic Lapland Rally | Jukka Ketomäki      | Jarkko Alanen      | Mitsubishi Lancer Evo VII      | ERC          |
| 2005 | 40th Arctic Lapland Rally | Juuso Pykälistö     | Mika Ovaskainen    | Ford Focus WRC                 |              |
| 2006 | 41st Arctic Lapland Rally | Kosti Katajamäki    | Timo Alanne        | Ford Focus WRC                 |              |
| 2007 | 42nd Arctic Lapland Rally | Kosti Katajamäki    | Lasse Hirvijärvi   | Mitsubishi Lancer Evo IX       |              |
| 2008 | 43rd Arctic Lapland Rally | Juha Salo           | Mika Stenberg      | Mitsubishi Lancer Evo IX       |              |
| 2009 | 44th Arctic Lapland Rally | Juha Salo           | Mika Stenberg      | Mitsubishi Lancer Evo IX       |              |
| 2010 | 45th Arctic Lapland Rally | Daniel Sordo        | Marc Martí         | Citroën C4 WRC                 |              |
| 2011 | 46th Arctic Lapland Rally | Juha Salo           | Marko Salminen     | Mitsubishi Lancer Evo X        |              |
| 2012 | 47th Arctic Lapland Rally | Esapekka Lappi      | Janne Ferm         | Ford Fiesta S2000              |              |
| 2013 | 48th Arctic Lapland Rally | Juha Salo           | Marko Salminen     | Mitsubishi Lancer Evolution X  |              |
| 2014 | 49th Arctic Lapland Rally | Janne Tuohino       | Markku Tuohino     | Ford Fiesta R5                 |              |
| 2015 | 50th Arctic Lapland Rally | Juha Salo           | Marko Salminen     | Mitsubishi Lancer Evolution IX |              |
| 2016 | 51st Arctic Lapland Rally | Juha Salo           | Marko Salminen     | Peugeot 208 T16                |              |
| 2017 | 52nd Arctic Lapland Rally | Teemu Asunmaa       | Jonne Halttunen    | Škoda Fabia R5                 |              |
| 2018 | 53rd Arctic Lapland Rally | Eerik Pietarinen    | Juhana Raitanen    | Škoda Fabia R5                 |              |
| 2019 | 54th Arctic Lapland Rally | Emil Lindholm       | Mikael Korhonen    | Volkswagen Polo GTI R5         |              |
| 2020 | 55th Arctic Lapland Rally | Kalle Rovanperä     | Jonne Halttunen    | Toyota Yaris WRC               |              |
| 2021 | 56th Arctic Lapland Rally | Juho Hänninen       | Miika Teiskonen    | Toyota Yaris WRC               |              |
| 2021 | Arctic Rally Finland      | Ott Tänak           | Martin Järveoja    | Hyundai i20 Coupe WRC          | WRC          |
| 2022 | 57th Arctic Lapland Rally | Emil Lindholm       | Reeta Hämäläinen   | Škoda Fabia Rally2 evo         |              |
| 2023 | 58th Arctic Lapland Rally | Teemu Asunmaa       | Ville Mannisenmäki | Škoda Fabia Rally2 evo         |              |
| 2024 | 59th Arctic Lapland Rally | Elfyn Evans         | Scott Martin       | Toyota GR Yaris Rally1         |              |
| 2025 | 60th Arctic Lapland Rally | Tuukka Kauppinen    | Sebastian Virtanen | Toyota GR Yaris Rally2         |              |

- Referencias[1][2]